# Jacques Jaugeon
Jacques Jaugeon est un érudit et typographe royal attaché au service du roi de France, Louis XIV et qui collabora à la Description des arts et métiers pour l'Académie royale des sciences, né vers 1646, et mort le 30 décembre 1724.

## Biographie

### Débuts
Né vers 1646 – car il a 39 ans lors de son mariage en 1685 – Jacques Jaugeon est le fils de Louis Jaugeon, écuyer (c’est-à-dire noble), sieur de Mougie.
Selon David J. Sturdy, Jaugeon a d’abord vécu de leçons données ici et là. En 1681, il obtient un privilège pour un « jeu du monde », sorte de grand jeu éducatif sur table destiné à enseigner la géographie de l’Europe (en dépit du nom du jeu). En mars 1682, présenté à la Foire Saint-Germain, le jeu attire l’attention du Dauphin (Louis de France), comme le rapporte (longuement) le Mercure galant. 
En 1684, Jacques Jaugeon publie son livre Le jeu du monde ou de l'intelligence des plus curieuses choses qui se trouvent dans tous les Estats, les Terres & les Mers du Monde. Ouvrage enrichy des Devises des plus grands princes de l'Europe. Par le Sieur Jaugeon. Paris : Chez Amable Auroy, 1684.
Curieusement, le jeu, exploité commercialement, fait l’objet d’une révocation de privilège par arrêt du Conseil du 23 octobre 1688, dont se plaint Jaugeon.
Il fait paraître en cette même année un imposant tableau géographique intitulé : Sciences du jeu du monde ou la carte générale contenant les mondes coeleste, terrestre et civile [sic] p[a]r le S[ieu]r Jaugeon ; gravé par Jean Crespy ; écrit par Claude Auguste Berey, qui sera réédité et mis à jour ensuite en 1719, 1733 et 1786.
Entre-temps, Jacques Jaugeon s’est marié par contrat le 9 mai 1685 avec Antoinette Du Houllon. Le contrat révèle une situation financière des plus modestes. Mais cette première épouse meurt en 1688. 
Jaugeon apparaît alors un peu comme un touche-à-tout, aux centres d’intérêt multiples. C’est sans doute ce qui a attiré l’attention de Jean-Paul Bignon. Dès lors, Jacques Jaugeon va devenir un des piliers des « Descriptions des arts et métiers ».
Devenu veuf, il se remarie (à Saint-Sulpice) le 23 septembre 1709 avec Marie de Belleville, veuve. Il meurt le 30 décembre 1724 ; trois mois plus tard, on fait son inventaire après décès.

### Encyclopédie
En 1693, répondant à un souhait de Colbert, un petit groupe de savants, érudits et « technologues » dans divers domaines, Jacques Jaugeon, Gilles Filleau des Billettes, Sébastien Truchet et Louis Simonneau, se réunissaient autour de l'abbé Jean-Paul Bignon en vue de publier des « Descriptions des arts et métiers ». Cette importante entreprise, rapidement confiée à l'Académie royale des sciences, fut ainsi lancée, mais ne produisit rien avant 1761.
La contribution de Jacques Jaugeon aux « Descriptions des arts et métiers » ne se limite pas à la seule typographie, car il est l’auteur de nombreux mémoires manuscrits sur des sujets assez divers :
- Description des frappes des poinçons (1703)
- Des Arts de construire les caractères, de graver les poinçons de lettres, de fondre les lettres, d’imprimer les lettres et de relier les livres (1704)
- Histoire naturelle du ver à soie (1705)
- Mémoire sur les différentes préparations que subit la soie avant d’être mise en œuvre (1706)
- Description des métiers à soie (1707)
- L'Art du relieur de livres (1708)
- Mémoires sur la fabrique des bas à l'aiguille et au métier (1709)
- Mémoire sur i'origine des caractères latins (1710)
- Mémoire sur i'origine des caractères françois (1711)
- Nouvelles observations sur l’art du relieur (1718)

Aucun de ces mémoires n’a été imprimé.

### Typographie
La fin du XVIIe siècle et au début du XVIIIe siècle est le début d'une transition dans le domaine des sciences et de son approche bibliographique. Jusque-là, l’Imprimerie royale utilisait encore des caractères dont les poinçons avaient été gravés au XVIe siècle par Claude Garamond, Robert Granjon ou Guillaume Le Bé. 
À la demande de Louis XIV, Jacques Jaugeon devient le secrétaire et le maître d'œuvre de ce projet typographique. Le groupe comptait aussi en son sein le graveur Louis Simonneau, le directeur de l’Imprimerie royale Jean Anisson, et Philippe Grandjean. Le travail consistait fut un véritable travail d'artisans pour la réussite du nouveau caractère. Il fallait créer un ensemble de polices de caractères typographiques qui tiendrait compte de l'avènement d'une nouvelle période dans l'histoire. Avec le début du Siècle des Lumières, le style des lettres devait rompre avec les formes plus traditionnelles (médiévale et Renaissance) et créer ainsi un style plus classique avec un accent mis sur les progrès accomplis. Cette police de caractère, créée par Jacques Jaugeon, en collaboration avec l'Académie royale des sciences reçu la dénomination symbolique de "Romain du Roi", comme il y a une police nommé "Times New Roman", cette police prendrait ainsi la relève d'autres polices de caractères qui cadraient mieux avec le style de transition moderniste de la fin du Grand Siècle et le début du Siècle des Lumières.
Jacques Jaugeon a été le premier titulaire nommé pensionnaire mécanicien de l'Académie royale des sciences par Louis XIV le 28 janvier 1699, puis pensionnaire vétéran le 25 mars 1724. Le titre de « typographe du roi », accordé ici et là à Jaugeon, ne se trouve cependant dans aucun des textes le concernant. De fait, ses travaux touche à de nombreux sujets, et il ne paraît pas avoir eu de formation particulière en typographie. Le vrai typographe de l'équipe, c'est Philippe Grandjean, « premier Graveur du Roi pour l'Imprimerie Royale ».